# Stazione di Taranto Galese
Stazione di Taranto Galese vasútállomás Olaszországban, Puglia régióban, Taranto településen.

## Vasútvonalak
Az állomást az alábbi vasútvonalak érintik:
- Bari–Martina Franca–Taranto-vasútvonal

## Kapcsolódó állomások
A vasútállomáshoz az alábbi állomások vannak a legközelebb: 
- Stazione di Taranto (Stazione di Taranto, Bari–Martina Franca–Taranto-vasútvonal)
- Statte railway station (Stazione di Martina Franca, Bari–Martina Franca–Taranto-vasútvonal)